# Vela nos Jogos Paralímpicos de Verão de 2016
As competições de vela nos Jogos Paralímpicos de Verão de 2016 serão disputadas entre 12 e 17 de setembro no Forte de Copacabana e Marina da Glória, no Rio de Janeiro, Brasil. Oitenta atletas competirão divididos em três eventos.

## Qualificação
| Qualificação                                                                               | 2.4mR | SKUD 18                                                                   | Sonar                                                                                    |
| ------------------------------------------------------------------------------------------ | --- | ------------------------------------------------------------------------- | ---------------------------------------------------------------------------------------- |
| Campeonato Mundial de 2014 · 15-24 de agosto de 2014 · Halifax, Canadá                     | AUS Austrália CAN Canadá FIN Finlândia FRA França GER Alemanha GBR Grã-Bretanha NOR Noruega USA Estados Unidos | AUS Austrália CAN Canadá GBR Grã-Bretanha ITA Itália USA Estados Unidos   | AUS Austrália CAN Canadá GRE Grécia FRA França GER Alemanha GBR Grã-Bretanha NOR Noruega |
| Campeonato Mundial de 2015 · 24 de novembro - 3 de dezembro de 2015 · Melbourne, Austrália | AUT Áustria ITA Itália CZE República Checa SWE Suécia ESP Espanha ARG Argentina NZL Nova Zelândia              | NED Países Baixos POL Polônia ESP Espanha NZL Nova Zelândia SIN Singapura | USA Estados Unidos ISR Israel IRL Irlanda ITA Itália ESP Espanha JPN Japão               |
| País anfitrião                                                                             | BRA Brasil | BRA Brasil                                                                | BRA Brasil                                                                               |
| 41 barcos, 80 atletas                                                                      | 16 barcos, 16 atletas                                                                                          | 11 barcos, 22 atletas                                                     | 14 barcos, 42 atletas                                                                    |

## Medalhistas

### Eventos
| Evento             | Ouro                                                        | Prata                                                          | Bronze                                             |
| ------------------ | ----------------------------------------------------------- | -------------------------------------------------------------- | -------------------------------------------------- |
| 2.4mR (Detalhes)   | Damien Seguin FRA França                                    | Matthew Bugg AUS Austrália                                     | Helena Lucas GBR Grã-Bretanha                      |
| SKUD 18 (Detalhes) | Daniel Fitzgibbon Liesl Tesch AUS Austrália                 | John Mcroberts Jackie Gay CAN Canadá                           | Alexandra Rickham Niki Birrell GBR Grã-Bretanha    |
| Sonar (Detalhes)   | Colin Harrison Russell Boaden Jonathan Harris AUS Austrália | Alphonsus Doerr Hugh Freund Bradley Kendell USA Estados Unidos | Paul Tingley Logan Campbell Scott Lutes CAN Canadá |

### Quadro de medalhas
| Ordem | País               | Medalha de ouro | Medalha de prata | Medalha de bronze |   |
| ----- | ------------------ | --------------- | ---------------- | ----------------- | - |
| 1     | AUS Austrália      | 2               | 1                |                   | 3 |
| 2     | FRA França         | 1               |                  |                   | 1 |
| 3     | CAN Canadá         |                 | 1                | 1                 | 2 |
| 4     | USA Estados Unidos |                 | 1                |                   | 1 |
| 5     | GBR Grã-Bretanha   |                 |                  | 2                 | 2 |
| TOTAL | TOTAL              | 3               | 3                | 3                 | 9 |